# Dianthus membranaceus
Dianthus membranaceus är en nejlikväxtart som beskrevs av Borbás. Dianthus membranaceus ingår i släktet nejlikor, och familjen nejlikväxter. Inga underarter finns listade i Catalogue of Life.